# VGF
VGF, или VGF nerve growth factor inducible («VGF, индуцируемый фактором роста нервов») — белок, участвующий в регулировании энергетического гомеостаза, метаболизма и синаптической пластичности.
Ген VGF кодирует белок-прекурсор, впоследствии разделяемый на полипептиды различной массы в процессе протеолиза. Экспрессия VGF индуцируется нейротрофными факторами NGF, BDNF и нейротрофином-3. Белок обнаруживается в специфических типах и популяциях клеток центральной и периферической нервной системы, аденогипофиза, мозгового вещества надпочечников, желудочно-кишечного тракта и поджелудочной железы.
Название белка — не акроним; он был открыт в 1985 году при воздействии NGF на колонию клеток феохромоцитомы PC12 и первоначально назван Vgf8a.
У мышей, нокаутных по гену VGF, отмечается гиперактивность и гиперметаболизм, уменьшение размеров тела, они неспособны размножаться. Экспрессия VGF индуцируется в аркуатных ядрах гипоталамуса у здоровых мышей при голодании.
Физические упражнения значительно усиливают экспрессию VGF у подопытных животных и активируют нейротропные сигнальные каскады, связываемые с действием антидепрессантов.

## Роль в заболеваниях
Измененная экспрессия фрагментов VGF отмечена при нескольких неврологических и психиатрических заболеваниях.
В одном исследовании у впервые переживающих психоз нелеченных пациентов, в основном больных шизофренией, в спинномозговой жидкости обнаружено значительное повышение экспрессии пептида VGF23-62. По предварительным данным последовавшего исследования, лечение антипсихотиками усиливает экспрессию этого фрагмента. 
Сниженная экспрессия пептида VGF26-62 отмечена при лобно-височной деменции. Изменение экспрессии фрагмента, включающего аминокислоты 378-398, отмечается у больных боковым амиотрофическим склерозом и болезнью Альцгеймера.

## Внешние ссылки
- Спорт - мощный антидепрессант без побочных эффектов